# Рождествено (Переславский район)
Рождествено (Рождествино, Рождественское) — село в Переславском районе Ярославской области.
Расположено при ручье Глинницком в 20 км к юго-востоку от Переславля-Залесского.

## История
Рядом с селом возвышается куполообразный холм «Городец», а идущие по бокам его овраги носят названия: ближайший от села «Воробьиха», второй «Уезды». Проходящие по оврагам поточки впадают в Тошму. Можно на основании этого допустить, что эта местность была заселена в раннюю эпоху господства водных путей (XI—XII в.).
До 1764 года Рождествино принадлежало переславскому Никольскому монастырю.
В 1699 году на средства монастыря здесь построена была церковь во имя Рождества Христова. Но должно быть, церковь была построена не из свежего леса, потому что через 30 лет в 1728 году она погнила и обвалилась. Поэтому в 1729 году построена новая церковь также в честь Рождества Христова. В 1762 году эта церковь сгорела и с разрешения Сильвестра, епископа Переславского, в Рождествино перевезена была деревянная Златоустовская церковь из города Переславля; но здесь она была освящена в честь Рождества Христова.
В 1818 году вместо деревянной церкви на средства прихожан устроен каменный храм. Престолов в нём два: в холодном в честь Рождества Христова, в приделе тёплом во имя святой мученицы Параскевы.

## Население
| 1859 | 1905 | 1926 | 2007 | 2010 |
| ---- | ---- | ---- | ---- | ---- |
| 292  | ↗350 | ↗426 | ↘1   | ↗12  |